# Comté de San Saba
Le comté de San Saba, en anglais : San Saba County, est un comté situé au centre de l'État du Texas aux États-Unis. Fondé le 1er février 1856, son siège de comté est la ville de San Saba. Selon le recensement des États-Unis de 2020, sa population est de 5 730 habitants. Le comté a une superficie de 2 948 km2, dont 2 938 km2 en surfaces terrestres. Le comté est nommé par rapport à la rivière du même nom.

## Organisation du comté
Le comté est fondé le 1er février 1856, à partir des terres du comté de Bexar. Il est définitivement organisé et autonome, le 19 juillet 1856. 
Le comté est baptisé en référence à la rivière San Saba (en). Le nom de San Saba fait probablement référence à une ancienne mission San Saba, fondée en 1734, dans l'actuel comté de Menard. Le nom signifie en français : Saint Sauveur.

## Géographie

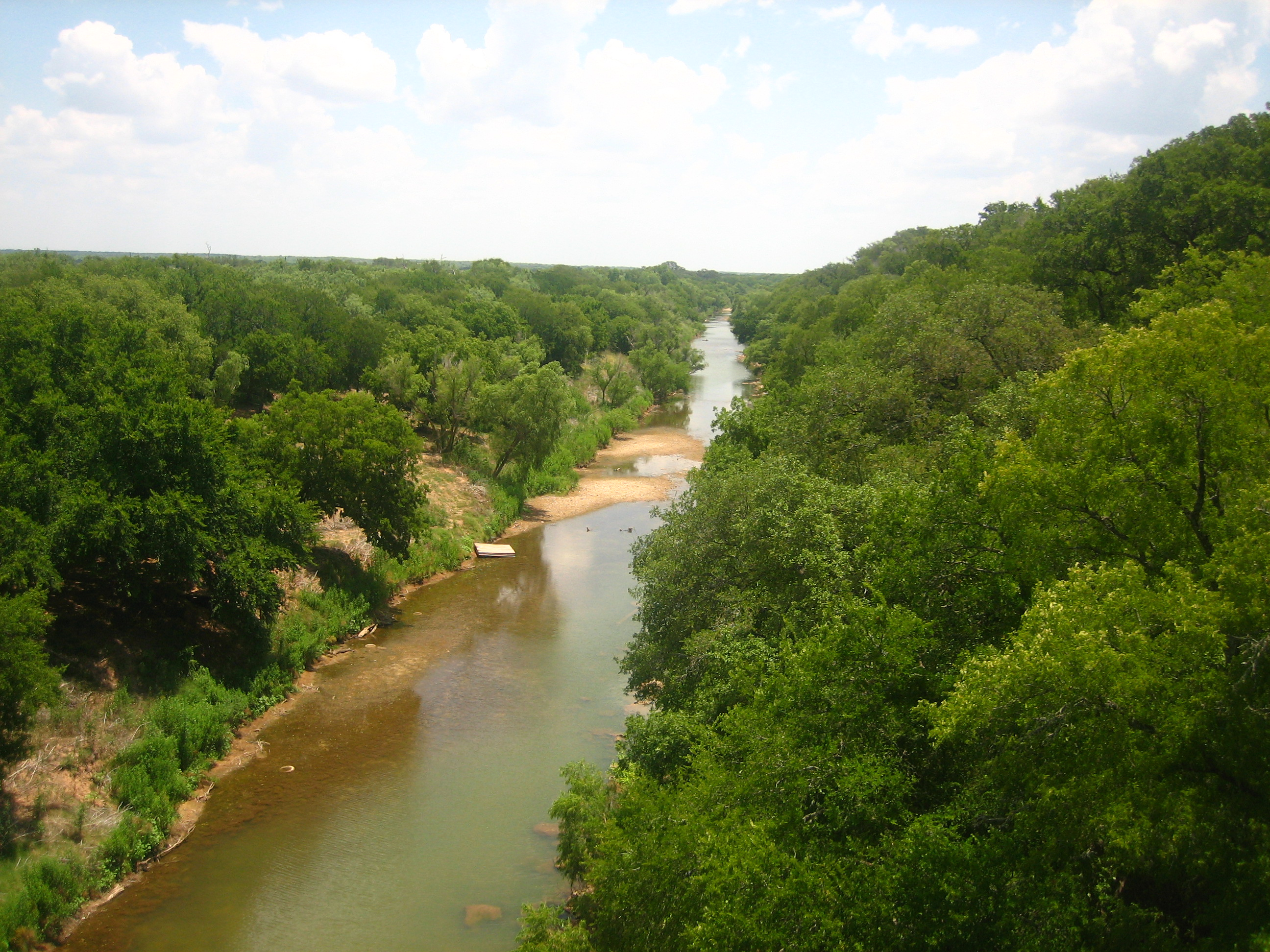
Le fleuve Colorado au Texas, depuis le pont suspendu Regency, à la frontière des comtés de Mills et de San Saba.

Le comté de San Saba se situe sur le plateau d'Edwards, au centre de l'État du Texas, aux États-Unis,. 
Il est bordé au nord et à l'est par le fleuve Colorado du Texas, qui forme sa frontière avec les comtés adjacents. Il est également drainé, d'ouest en est, dans sa partie centrale, par la rivière San Saba.
Il a une superficie totale de 2 948,4 km2, composée de 2 940,4 km2 de terres et de 8 km2 de zones aquatiques.

## Comtés adjacents
| Comté de Brown     | Comté de Mills    |                   |
| Comté de McCulloch | comté de San Saba | Comté de Lampasas |
| Comté de Mason     | Comté de Llano    | Comté de Burnet   |

## Démographie

Pyramide des âges du comté de San Saba (2000).

Lors du recensement de 2010, le comté comptait une population de 6 131 habitants. En 2017, la population est estimée à 5 959 habitants,.